# Johann Michael Triller
Johann Michael Triller (né le 18 août 1825 à Hausheim et mort le 30 juillet 1902 à Neumarkt in der Oberpfalz) est un prêtre et membre du Reichstag allemand. 

## Biographie
Michael Triller - il n'utilisait pas son prénom "Johann" - étudie au lycée humaniste royal d'Eichstätt de 1841/42 à 1846/47. Après des études de théologie au lycée épiscopale d'Eichstätt, il est ordonné prêtre juin 1852. Après l'ordination il travaille comme coopérateur à Velburg, Heideck, à nouveau à Velburg, puis à Eichstätt et à Rebdorf. En 1860, il devient prêtre à Neukirchen bei Sulzbach-Rosenberg, en 1867 à Meckenhausen et en 1871 à Arberg. À partir du 2 mars 1881, il est prêtre à Plankstetten et, à partir de 1886, prêtre et inspecteur scolaire de district à Neumarkt. 
De 1869 à 1892, il est membre de la Chambre des députés de Bavière pour la 3e circonscription du Haut-Palatinat (Neumarkt, Velburg (de), Hemau (de)) et parfois pour la circonscription de Stadtamhof. En 1874, il est élu au Reichstag élu pour la 3e circonscription du Haut-Palatinat pour le Zentrum, dont il est membre jusqu'en 1884.